# Надир Салифов
Надир Нариман огли Салифов (на азербайджански: Nadir Nəriman oğlu Səlifov, известен също като „Лоту Гули“ и „Гули Бакински“) е азербайджански криминален бос, един от лидерите на азербайджанската, руската и украинската организирана престъпност. Той е смятан за един от най-богатите престъпници в азербайджанския престъпен свят.

## Биография
Надир Салифов е роден на 28 август 1972 г. в грузинския град Дманиси в голямо азербайджанско семейство. Има по-малки братя Намик и Мушфиг и сестра Лейла. По-късно семейството се премества в Азербайджан за постоянно.
Надир Салифов е убит в нощта на 20 август 2020 г. в Анталия (Турция). Убийството е извършено в хотелска стая. Предполагаемият убиец, бодигардът на Салифов Каган Зейналов, по прякор Хан Бакински, го прострелва в главата и се опитва да избяга, но е задържан Анталия-Денизли.